# قوی سیاه (فیلم ۱۹۴۲)
قوی سیاه (انگلیسی: The Black Swan) فیلمی در ژانر ماجراجویی به کارگردانی هنری کینگ است که در سال ۱۹۴۲ منتشر شد.

## نگارخانه

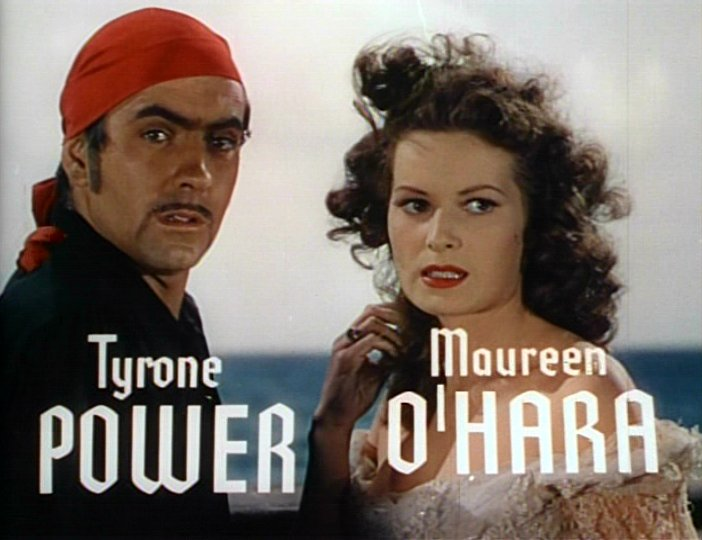
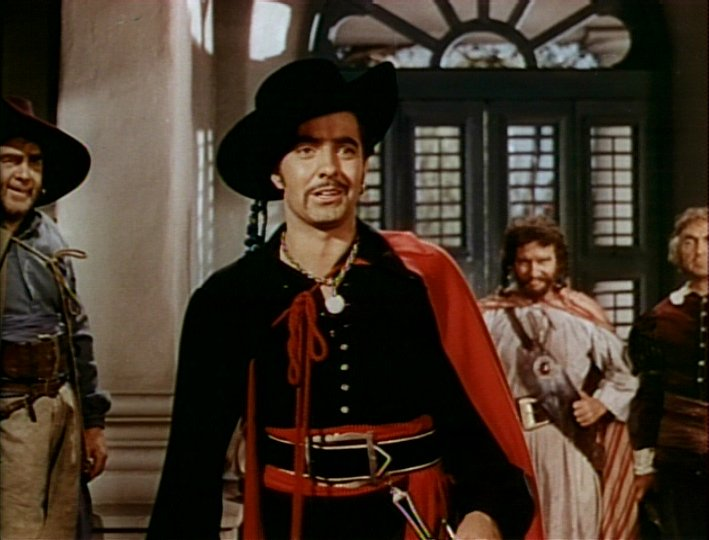
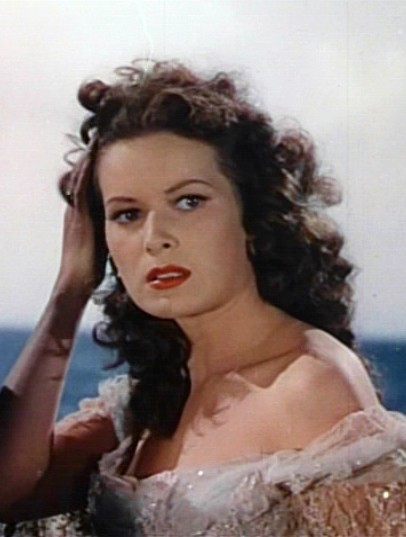
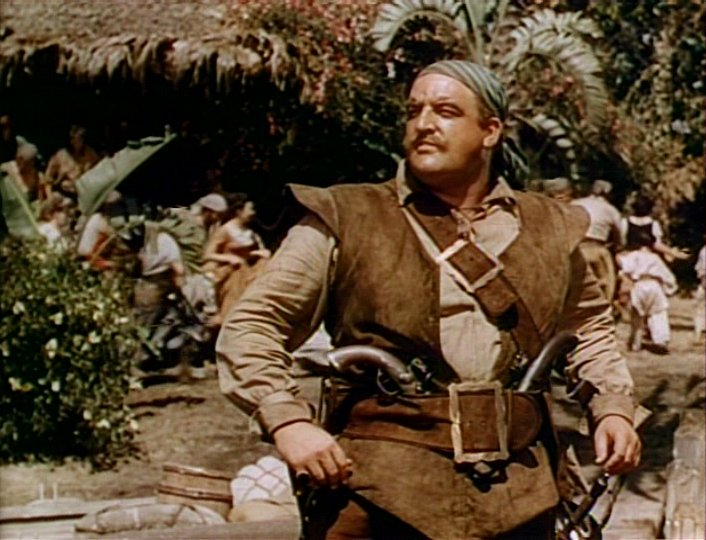
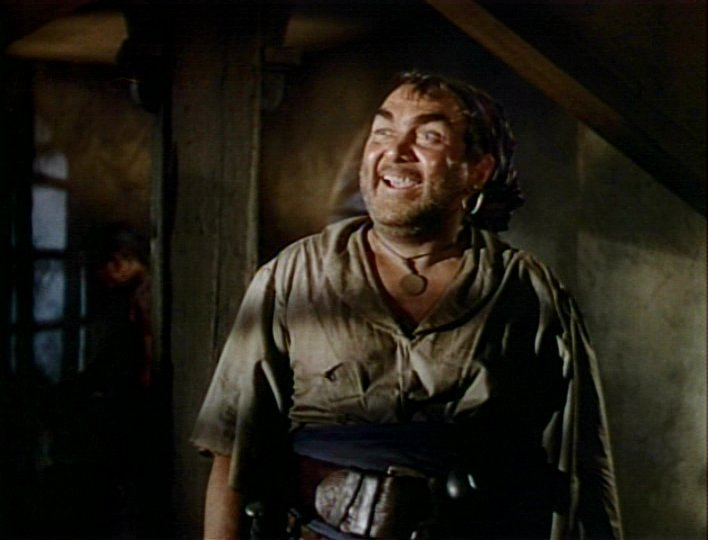
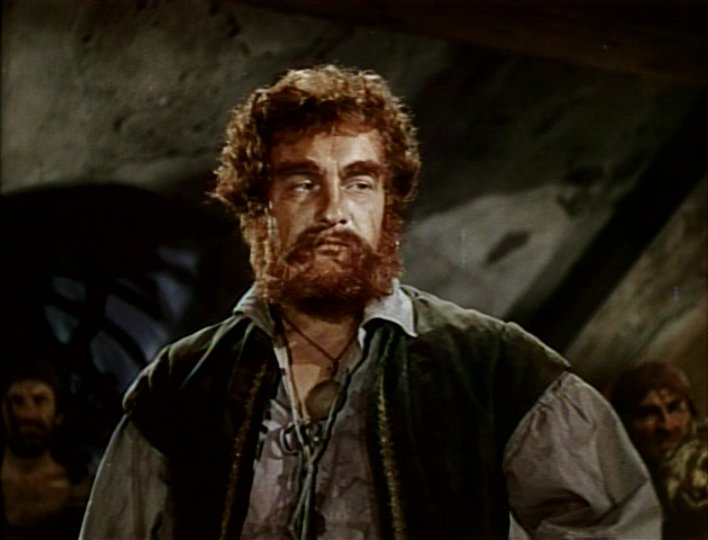
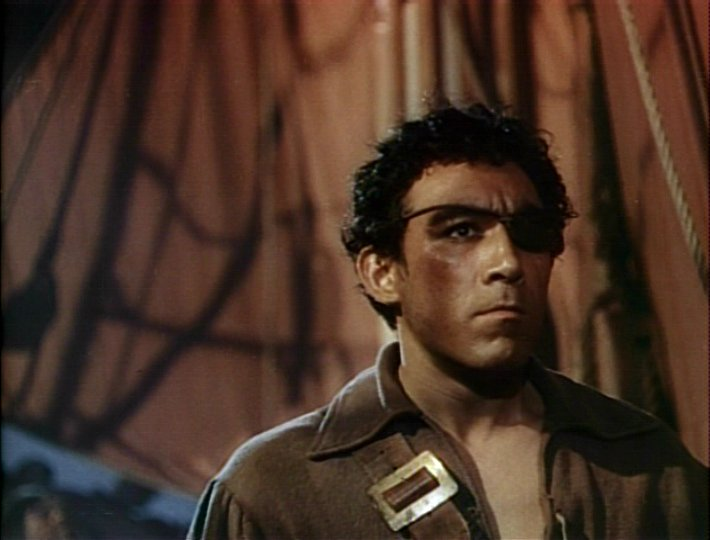

## بازیگران
- تایرون پاور
- مورین اوهارا
- لرد کرگار
- توماس میچل
- جرج سندرز
- آنتونی کوئین
- جرج زوکو
- آرتور شیلدز
- فورتونیو بونانووا
- ویلی فونگ
- ویلیام ادموندز
- سی. مانتگیو شا